# Bollwiller
Bollwiller – miejscowość i gmina we Francji, w regionie Grand Est, w departamencie Górny Ren.
Według danych na rok 1990 gminę zamieszkiwały 3194 osoby, 370 os./km².